# あかね空
『あかね空』（あかねぞら）は、山本一力による時代小説、またそれを原作とする作品。第126回直木三十五賞受賞作。
本作は、山本一力の小説における初の映画化作品となった。

## 刊行情報
- 文藝春秋、2001年10月15日、ISBN 416320430X
- 文春文庫、2004年9月10日、ISBN 416767002X

## テレビドラマ
2003年9月15日「テレビ愛知開局20周年記念番組　あかね空」として放送された。第58回芸術祭優秀賞受賞。

### 出演
- 浅野ゆう子、赤井英和、前田愛、松田悟志、近藤公園、内藤剛志、三田佳子、遠藤憲一

## 舞台
2004年10月3日 - 27日に新橋演舞場で公演。演出：江守徹。2005年12月3日 - 25日、新歌舞伎座で再演。2007年1月2日 - 27日、中日劇場で再再演。

### 出演
※初演のみ
- おふみ：十朱幸代
- 永吉：赤井英和
- 秀弥：八千草薫
- 源治：安井昌二
- おみつ：一條久枝
- 栄太郎：内海光司
- 悟郎：各務立基
- おきみ：吉野紗香
- 清兵衛：菅野菜保之
- おしの：高橋よしこ
- 庄六：和崎俊哉
- 傳蔵：若松武史

## 映画
2007年3月31日公開。主演は内野聖陽、中谷美紀。

### 出演
- 永吉/傳蔵：内野聖陽
- おふみ：中谷美紀
- 平田屋：中村梅雀
- 嘉次郎：勝村政信
- 源治：泉谷しげる
- おみつ：角替和枝
- 栄太郎：武田航平
- 悟郎：細田よしひこ
- おきみ：柳生みゆ
- 西周：小池榮
- 卯之吉：六平直政
- 役者：村杉蝉之介
- 着流し：吉満涼太
- スリ：伊藤高史
- 常陸屋：鴻上尚史
- 上州屋：津村鷹志
- 武蔵屋：石井愃一
- 瓦版屋：東貴博
- 清兵衛：石橋蓮司
- おしの：岩下志麻

### 関連商品
DVD
発売元：角川映画、販売元：角川エンタティメント
「あかね空」DVD ／ 2007年10月12日発売